# Emergency (single van Kool & The Gang)
Emergency is een nummer van de Amerikaanse funk/disco-band Kool & The Gang uit 1985. Het is de vierde en laatste single van hun gelijknamige zestiende studioalbum.
"Emergency" is een funknummer met een seksueel getinte tekst. Het nummer bereikte de 18e positie in de Amerikaanse Billboard Hot 100. In Nederland viel de plaat buiten de Top 40 en reikte het tot een 18e positie in de Tipparade. Hiermee was het minder succesvol dan de vorige twee singles van het album, Fresh en Cherish, die wel de Nederlandse Top 40 bereikten.

## Tracklijst
- 7"

1. "Emergency" - 3:59
2. "You Are the One" - 4:20